# Efecto Coolidge
En biología y psicología, el término Efecto Coolidge describe un fenómeno observado en la práctica totalidad de las especies de mamíferos en los que se ha probado, tanto en machos como en hembras, un aumento de la disposición a mantener relaciones sexuales ante la presencia de nuevos compañeros receptivos.

## Origen del término
Se considera que el término fue acuñado por el etólogo Frank A. Beach en el año 1955, a sugerencia de uno de sus estudiantes en una conferencia sobre psicología. Explica el neologismo a partir de:
"...un viejo chiste sobre Calvin Coolidge cuando era Presidente... Al Presidente y la Sra. Coolidge les estaban mostrando por separado una granja experimental gubernamental. Cuando la Sra. Coolidge accedió al área de las gallinas, advirtió que uno de los gallos se apareaba con mucha frecuencia. Le preguntó al encargado por la frecuencia de estos apareamientos, y éste le respondió: «Docenas de veces al día». La Sra. Coolidge dijo: «Cuénteselo al presidente cuando pase por aquí». Tras habérselo contado, Coolidge preguntó: «¿Con la misma gallina cada vez?». La respuesta fue: «Oh, no, señor Presidente; con una gallina distinta cada vez». Coolidge concluyó: «Cuénteselo a la Sra. Coolidge».

## Evidencias empíricas
Los experimentos originales con ratas siguieron el siguiente protocolo: Una rata macho era situada en el interior de un amplio recipiente cerrado con cuatro o cinco ratas hembra en celo. La rata macho comenzaba inmediatamente a aparearse con todas las ratas hembra repetidas veces hasta finalmente quedar exhausto. A pesar de que en ese momento las ratas hembra comenzaban a golpearlo o lamerlo para que continuara, la rata macho no respondía. Sin embargo, si se introducía una nueva rata hembra en la caja, la rata macho encontraba el modo de aparearse una vez más, con la nueva compañera. Este fenómeno no se limita al Rattus norvegicus. Este hecho se atribuye a un incremento en los niveles de dopamina y sus efectos subsecuentes sobre el sistema límbico.
Los varones humanos experimentan un periodo refractario tras la eyaculación, al igual que la gran mayoría de los otros machos de mamíferos tras un orgasmo se le elevan los niveles de prolactina, motivo por el que son temporalmente incapaces de encadenar varias relaciones sexuales con la misma compañera (o partners frecuentes), requiriéndose un tiempo para la recuperación completa de la función sexual. El efecto Coolidge es un fenómeno por el cual el periodo refractario post-eyaculatorio se ve reducido o eliminado si se encuentra disponible una nueva compañera sexual. Este efecto ha sido citado por biólogos evolutivos como la razón por la que los machos muestran un mayor interés que las hembras por mantener relaciones sexuales con un mayor número de compañeras.
A pesar de que el efecto Coolidge suele hacer referencia al caso de los machos que despliegan una renovada excitación sexual ante la presencia de una nueva hembra, Lester y Gorzalka desarrollaron un modelo para determinar si el efecto también tiene lugar entre las hembras. En su experimento, para el que utilizaron hámsters en lugar de ratas, se encontró que el fenómeno también tiene lugar en las hembras, aunque en menor medida.
Un estudio de 2007 centrado en la presencia del efecto Coolidge en especies hermafroditas simultáneas confirmó la validez del efecto en el molusco de agua dulce Lymnaea stagnalis. En el caso de la Biomphalaria glabrata, otro molusco hermafrodita simultáneo de agua dulce, no se encontraron efectos sexuales específicos ante la presentación de una nueva pareja.